# Darrell Chambers
Darrell Chambers (* 3. April 1961 in Detroit) ist ein ehemaliger US-amerikanischer Boxer.

## Werdegang

### Amateurlaufbahn
Darrell Chambers gehörte zu einer Gruppe von Jugendlichen aus Detroit, die in den 1970er Jahren in Detroit mit dem Boxen begannen und im Kronk Gym unter Anleitung von Emanuel Steward zu hervorragenden Boxern herangebildet wurden. Zu ihnen gehörten neben Chambers u. a. Milton McCrory, Steve McCrory, Duane Thomas und Thomas Hearns.
Darrell Chambers wurde 1979 US-amerikanischer Juniorenmeister im Halbweltergewicht und vertrat die Vereinigten Staaten im gleichen Jahr bei der Junioren-Weltmeisterschaft in Yokohama im Halbweltergewicht. Er siegte dort über Mihai Niculescu aus Rumänien und Imre Bácskai aus Ungarn nach Punkten und verlor im Halbfinale gegen Israel Akopkochjan aus der UdSSR mit 1:4 Richterstimmen nach Punkten, womit der die Bronzemedaille gewann.
1980 startete er in Moskau und Tiflis bei zwei Länderkämpfen zwischen der Sowjetunion und den Vereinigten Staaten. Er verlor dabei im Halbweltergewicht gegen Serik Qonaqbajew und Ramzi Chirikbaya nach Punkten.

### Profilaufbahn
Darrell Chambers begann seine Profilaufbahn als knapp Neunzehnjähriger am 13. März 1981 in Lansing, Michigan, im Weltergewicht mit einem K.-o.-Sieg in der 1. Runde über den Exil-Kubaner Raul Hernandez. Danach folgten 16 Siege in Folge über sogenannte Aufbaugegner, die ihn nicht allzu sehr forderten. Am 10. Juli 1983 verlor er in Atlantic City, New Jersey, gegen Bobby Joe Young durch technischen K. o. in der 9. Runde. Nach weiteren sechs Siegen verlor er am 15. April 1985 in Las Vegas gegen Luis Santana aus der Dominikanischen Republik durch technischen K. o. in der 3. Runde. Dies war sein letzter Profikampf. Er hatte während seiner Zeit als Profiboxer keinen Titelfight bestritten.

## Nach dem Boxen
Nach seiner Boxerlaufbahn glitt Darrell Chambers in das Rauschgiftmilieu ab und finanzierte seinen Lebensunterhalt mit dem Drogenhandel. 1994 wurde er dabei zusammen mit einem weiteren ehemaligen Boxer aus Detroit bei einem Drogendeal festgenommen und zu lebenslanger Haft verurteilt, die er z. Zt. im Federal Correctional Institut in Florence, Colorado, verbüßt.